# Apollotempel (Břeclav)

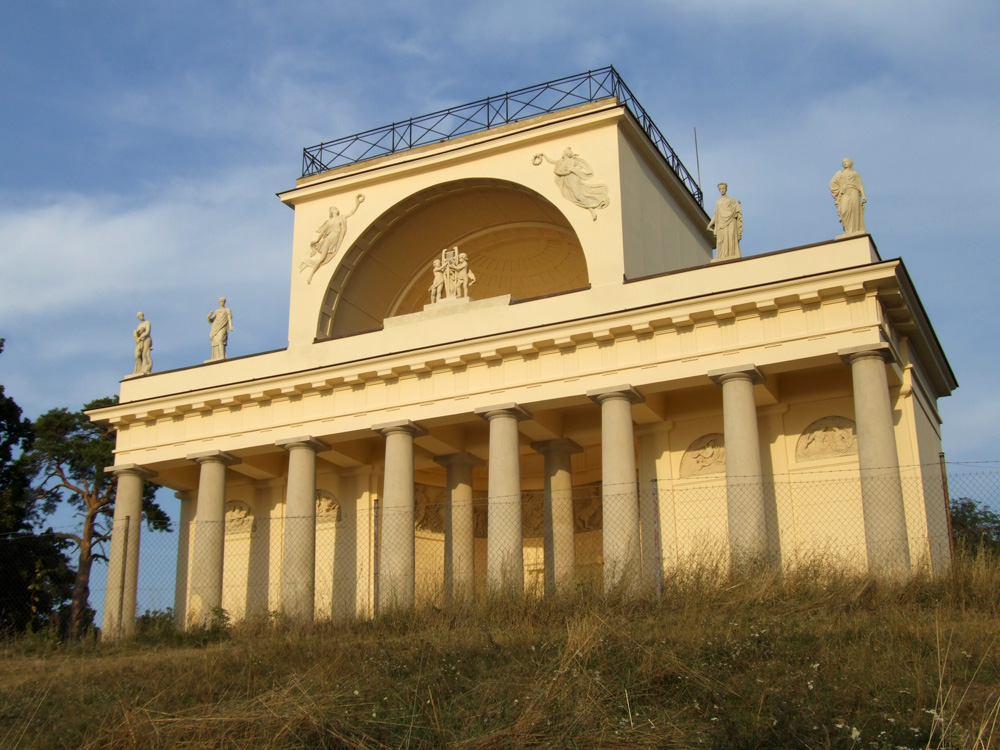
Apollotempel

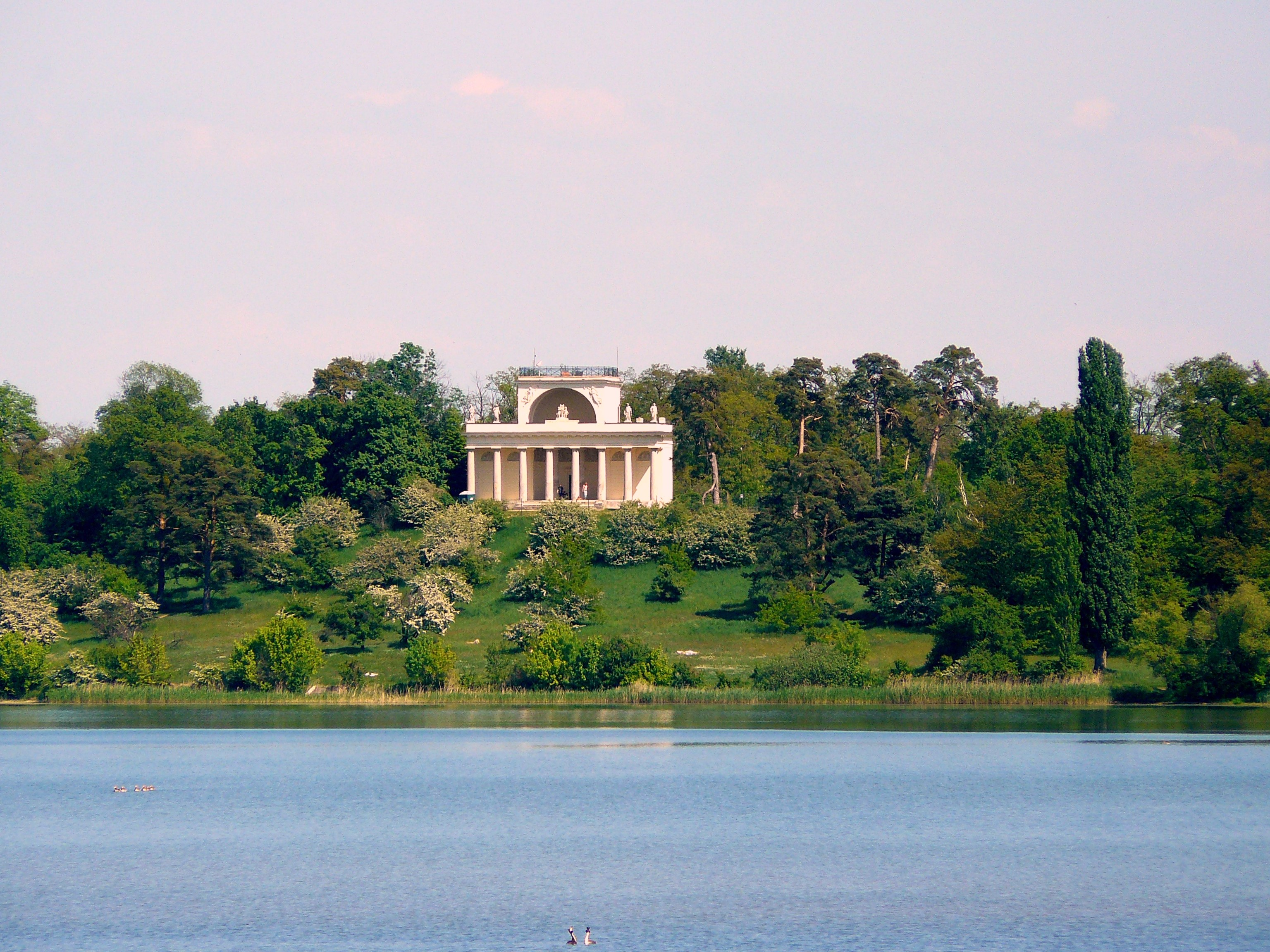
Apollotempel in Fernsicht

Der Apollotempel (tschechisch: Apollónův chrám) ist ein Staffagegebäude im Park des Schlosses Valtice (deutsch: Schloss Feldsberg) in Břeclav, Tschechien, Bestandteil der Kulturlandschaft Lednice-Valtice und damit des gleichnamigen UNESCO-Welterbes.

## Geografische Lage
Der Apollotempel liegt am Ostufer des Mühlteichs und ist über eine Sichtachse mit dem Teichschlösschen und dem Grenzschloss verbunden.

## Geschichte
Das Gebäude entstand 1817 bis 1819 nach einem Entwurf von Joseph Kornhäusel. Als dieser 1818 aus Liechtensteiner Diensten ausschied, übernahm den laufenden Bau Joseph Franz Engel.

## Gebäude
Der Apollotempel ist ein Flacher Staffagebau mit antikisierender, dem Teich zugewandter Fassade, die aus acht dorischen Säulen gebildet wird. Deren Gesims überragt in der Mitte eine Exedra. Diese überspannt eine Vorhalle mit einem zentralen Relief, das einen Jüngling zeigt, der einen vierspännigen Wagen lenkt. Weitere vier Reliefs zeigen die göttliche Zeugung des Apollon, die Flucht seiner Mutter nach Delos, die Geburt Apollons und seiner Schwester Artemis und ein Bild des erwachsenen göttlichen Geschwisterpaares. Der zentrale Relieffries zeigt Apollon als Herr der Musen, als Phoibos und als Sonnengott auf dem Olymp. Die Reliefs stammen von Joseph Klieber.
Die praktisch-funktionalen Teile des Gebäudes, eine Hausmeisterwohnung und eine Treppe, um das Dach zu erreichen, stammen aus der zweiten Bauphase unter Joseph Franz Engel. Er ordnete sie an der Rückseite des Gebäudes an, das so verschachtelt wenn auch symmetrisch gestaltet erscheint, nicht aber auf Ansicht hin gebaut ist. Auch die auf der Exedra eingerichtete Aussichtsplattform stammt aus dieser Bauphase unter Engel.
Die vier Statuen, die auf der Attika aufgestellt wurden, stammen aus einem 1809 im Eisgruber Schlosspark abgerissenen Musentempel und stellen Venus, Nereide, Vesta und Athene dar.